# マッド・ドライヴ
『マッド・ドライヴ』（Kill Your Friends）は2015年に公開されたイギリスのスリラー映画である。監督はオーウェン・ハリス、主演はニコラス・ホルトが務めた。本作はジョン・ニヴンが2008年に上梓した小説『Kill Your Friends』を原作としている。

## 概略
1997年、イギリスの音楽産業はブリットポップの隆盛もあって波に乗っていた。スティーブン・ステルフォックスはレコード会社のA&R部門に勤めていたが、新スターの発掘には何らの関心を有していなかった。彼の関心は業界でのし上がることにだけ向けられていた。
本作はスティーヴンがドラッグに溺れながらも、殺人を含むあらゆる手段を駆使してキャリアを切り開いていく姿を描き出す。

## キャスト
- ニコラス・ホルト - スティーブン・ステルフォックス
- ジェームズ・コーデン - ロジャー・ウォーターズ
- ジョージア・キング - レベッカ
- クレイグ・ロバーツ - ダーレン
- ジム・ピドック - デレク・ソマーズ
- ジョゼフ・マウル - ジェームズ・トレリック
- エド・スクライン - ダニー・レント
- トム・ライリー - トニー・パーカー＝ホール
- エド・ホッグ - DC・ウッドハム
- ロザンナ・アークエット - バーバラ
- モーリッツ・ブライブトロイ - ルディ
- デイミアン・モロニー - ロス
- アル・ウィーヴァー - ビル
- ブロンソン・ウェッブ - ロブ・ヘイスティングズ
- エラ・スミス - ニッキー
- デヴィッド・エイヴリー - フィッシャー

## 製作
2014年2月12日、ニコラス・ホルトの出演が決まったと報じられた。3月3日、ジム・ピドックが起用されたとの報道があった。10日、本作の主要撮影がロンドンで始まった。
2015年5月14日、ジャンキーXLが本作で使用される楽曲を手掛けることになったと報じられた。11月6日、パーラフォン・レコードが本作のサウンドトラックを発売した。

## 公開・マーケティング
2015年8月5日、本作はファンタジー・フィルムフェストでプレミア上映された。24日、本作のティーザー・トレイラーが公開された。9月12日には、第40回トロント国際映画祭での上映が行われた。10月15日、本作のオフィシャル・トレイラーが公開された。

## 評価
本作に対する批評家の評価は芳しいものではない。映画批評集積サイトのRotten Tomatoesには60件のレビューがあり、批評家支持率は23%、平均点は10点満点で4.41点となっている。サイト側による批評家の見解の要約は「『マッド・ドライヴ』は全く笑えないブラック・コメディである。雰囲気は過剰なまでに乱雑で、キャスティングも酷く、登場人物は観客を不快にさせるばかりである。」となっている。また、Metacriticには19件のレビューがあり、加重平均値は45/100となっている。